# Mirostenella delicatula
Mirostenella delicatula is een zachte koraalsoort uit de familie Primnoidae. De koraalsoort komt uit het geslacht Mirostenella. Mirostenella delicatula werd in 1931 voor het eerst wetenschappelijk beschreven door Thomson & Rennet. 